# Foxy (Merrie Melodies)
Foxy est un personnage de dessin animé présenté dans trois courts métrages d'animation en 1931, dans la série Merrie Melodies distribué par Warner Bros. C'est un renard noir anthropomorphe. Il est la création de l'animateur Rudolf Ising, qui avait travaillé pour Walt Disney dans les années 1920

## Concept et création
En 1925, Hugh Harman dessine des images de souris sur un portrait de Walt Disney. Disney et Ub Iwerks l'auraient ensuite utilisé comme base pour leur création de Mickey Mouse, personnage devenu par la suite le plus populaire de Disney. Sachant que Disney et Iwerks avaient capitalisé à partir de leur idée de personnage, Harman et Ising trouvèrent qu'il était juste qu'en retour ils puissent concevoir un personnage basé sur le même modèle, conduisant ainsi à la naissance de Foxy.
Bien que Foxy a une ressemblance très forte avec son homologue de Disney, il reste cependant un grand nombre de différences. Comme son nom le suggère, Foxy est un renard (fox, en anglais). Le personnage a des oreilles à bout pointu en goutte ou en pointe d'as de pique, est doté d'une voix de baryton, a des chaussures noires avec des guêtres blanches, une queue touffue en panache, un museau un peu plus long, et un caractère très extraverti. Mickey, lui, a des oreilles en disques, une queue en forme de fil, une voix de fausset (il était à l'origine baryton), il porte de simples chaussures jaunes et il a des manières plus correctes.
Foxy a une petite amie renarde, nommée Roxy. Tout comme Minnie Mouse, à laquelle elle ressemble alors, elle porte une jupe à volants et des escarpins très semblables.

## Foxy au cinéma

### Merrie Melodies

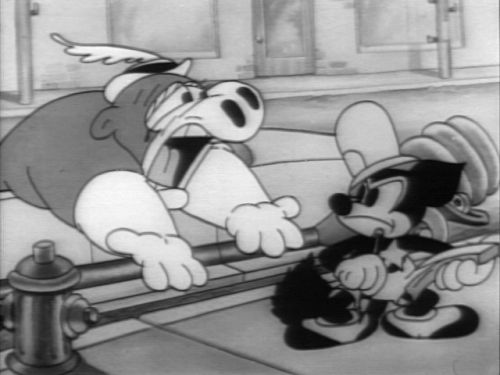
Foxy dans One More Time.

Foxy a été la star des premiers dessins animés Merrie Melodies  dirigés par Ising pour le producteur Leon Schlesinger. Ising avait déjà aidé son partenaire Hugh Harman dans la création d'une autre série, intitulé Looney Tunes, avec le personnage de Bosko. Août 1931 marque la première apparition de Foxy à l'écran, dans le dessin animé Lady, Play Your Mandolin!. Ce court métrage de type « western » montre Foxy amoureux d'une chanteuse de cabaret qui devient sa petite amie.
Foxy et sa petite amie d'alors, sans nom, apparaissent dans un autre dessin animé de la même année : Smile, Darn Ya, Smile! (5 septembre 1931), un cartoon de comédie musicale sur un tramway. L'intrigue expose certaines similitudes avec Trolley Troubles, dessin animé de 1928 d'Oswald le lapin chanceux, auquel Harman et Ising avaient contribué. C'est la première apparition d'un personnage récurrent, une femelle hippopotame nommé « Lady Hippo », et c'est aussi la première fois que le nom de Foxy est mentionné.
Près d'un mois plus tard, un troisième court-métrage intitulé One More Time (3 octobre 1931) paraît. Cette comédie musicale de type « gendarme et voleur » montre l'apparence finale de Foxy dans la série des Merrie Melodies et c'est à la fin du dessin animé que le personnage meurt assassiné par un corbeau.
On ignore la raison qui a poussé Ising à ainsi mettre brutalement fin à la carrière du personnage.
À la fin de chaque court métrage, Foxy sort de derrière une grosse caisse et dit aux téléspectateurs : « Salut, les gars » (So Long, Folks). Cette façon de conclure le dessin animé sera plus tard assuré par Porky Pig, mais avec des paroles différente. Bien que tous les trois courts métrages utilisent une piste sonore avec des voix pour les personnages, les voix des acteurs ne sont pas crédités et n'ont jamais été révélés.
Après avoir quitté les studios de Warner Bros deux ans plus tard, Ising prend et garde avec lui les droits de Foxy et ceux des deux autres personnages qu'il a conçus. Bien qu'Ising obtient un emploi à un autre studio, aucun des personnages qu'il a alors récemment créé et présenté n'est apparu au cinéma par la suite. Les trois courts métrages de Foxy rejoignent ainsi le domaine public plusieurs années après.

### Réapparition dansles Tiny Toons
Un remake de Foxy s'affiche avec sa petite amie (ici baptisé « Roxy ») et son compatriote oublié de Warner Bros  Goopy Geer, dans Two-Tone Town, un épisode de la série Les Tiny Toons diffusé le 28 septembre 1992. Les personnages ont été doublées par Rob Paulsen et Desiree Goyette respectivement, et ont été redessinés pour l'épisode et ne ressemble absolument plus à Mickey. Les trois vivent dans un monde en noir et blanc visité par les stars de la série : Babs Bunny et Buster Bunny. Désolés pour les vieux de la vieille tombés dans l'oubli, Babs et Buster décident de remettre au devant de la scène Foxy, Roxy et Goopy. Les efforts des deux lapins n'aboutissent pas au résultat prévu et les conduisent à une étrange inversion : Buster et Babs finissent par jouer sur une scène à l'ancienne, tandis que les trois personnages qu'ils ont aidés deviennent la nouvelle sensation de la télévision.

## Parodies et références
Dans le premier segment du premier épisode de la série Animaniacs intitulé Dé-maboulisés (1er épisode, saison 1), lorsque Yakko, Wakko et Dot rencontrent pour la première fois Salut Nounou, Yakko et Wakko ont des visages de loups qui ressemblent au visage de Foxy dans sa courte apparition dans la série des Tiny Toons.
Au cours de l'épisode des Simpsons intitulé Le Jour où la violence s'est éteinte (The Day the Violence Died, 1996, 18e épisode de la 7esaison), il est fait allusion à la création de Foxy et Mickey.

## Voix
- Rudolph Ising a fait la voix originale de Foxy pour les trois dessins animés de 1931.
- Rob Paulsen a fait la voix originale de Foxy pour l'épisode des Tiny Toons (1992).

## Filmographie
- Lady, Play Your Mandolin! (1931)
- Smile, Darn Ya, Smile! (1931)
- One More Time (1931)
- Two-Tone Town (septembre 1992) (série Les Tiny Toons)

## Source de la traduction
- (en) Cet article est partiellement ou en totalité issu de l’article de Wikipédia en anglais intitulé « Foxy (Merrie Melodies) » (voir la liste des auteurs).